# Шушеока
Шушеока је насеље у Србији у општини Мионица у Колубарском округу. Према попису из 2022. било је 184 становника.

## Историја
Први помен села у турско доба је забележен у попису (тефтеру) за хиџретску 934. годину, тј. 1527/1528. годину по садашњем рачунању времена.

Транскрибован на модерни турски, са османске арабице, унос са 225. и 231. странице тефтера TD 144 је гласио овако:
Şuşevka karye, Valyeva nahiye - Село Шушевка, Нахија Ваљево

## Демографија
У насељу Шушеока живи 203 пунолетна становника, а просечна старост становништва износи 44,8 година (42,8 код мушкараца и 46,6 код жена). У насељу има 86 домаћинстава, а просечан број чланова по домаћинству је 2,93.
Ово насеље је великим делом насељено Србима (према попису из 2002. године), а у последња три пописа, примећен је пад у броју становника.
|  |

| Демографија | Демографија | Демографија |
| Година      | Становника  | Становника  |
| ----------- | ----------- | ----------- |
| 1948.       | 472         |             |
| 1953.       | 504         |             |
| 1961.       | 478         |             |
| 1971.       | 404         |             |
| 1981.       | 356         |             |
| 1991.       | 302         | 297         |
| 2002.       | 252         | 252         |

| Етнички састав према попису из 2002.‍ | Етнички састав према попису из 2002.‍ | Етнички састав према попису из 2002.‍ | Етнички састав према попису из 2002.‍ | Етнички састав према попису из 2002.‍ |
| ------------------------------------ | ------------------------------------ | ------------------------------------ | ------------------------------------ | ------------------------------------ |
|                                      |                                      |                                      |                                      |                                      |
| Срби                                 | Срби                                 |                                      | 251                                  | 99,60%                               |
| Црногорци                            | Црногорци                            |                                      | 1                                    | 0,39%                                |
| непознато                            | непознато                            |                                      | 0                                    | 0,0%                                 |

| Година пописа     | 1948. | 1953. | 1961. | 1971. | 1981. | 1991. | 2002. |
| ----------------- | ----- | ----- | ----- | ----- | ----- | ----- | ----- |
| Број домаћинстава | 95    | 103   | 100   | 108   | 103   | 96    | 86    |

| Број чланова      | 1  | 2  | 3  | 4  | 5  | 6 | 7 | 8 | 9 | 10 и више | Просек |
| ----------------- | -- | -- | -- | -- | -- | - | - | - | - | --------- | ------ |
| Број домаћинстава | 26 | 15 | 15 | 11 | 11 | 7 | 0 | 0 | 0 | 1         | 2,93   |

| Пол    | Укупно | Неожењен/Неудата | Ожењен/Удата | Удовац/Удовица | Разведен/Разведена | Непознато |
| ------ | ------ | ---------------- | ------------ | -------------- | ------------------ | --------- |
| Мушки  | 100    | 29               | 63           | 6              | 1                  | 1         |
| Женски | 111    | 10               | 62           | 32             | 3                  | 4         |
| УКУПНО | 211    | 39               | 125          | 38             | 4                  | 5         |

| Пол    | Укупно                    | Пољопривреда, лов и шумарство | Рибарство                            | Вађење руде и камена | Прерађивачка индустрија       |
| ------ | ------------------------- | ----------------------------- | ------------------------------------ | -------------------- | ----------------------------- |
| Мушки  | 73                        | 33                            | 0                                    | 0                    | 20                            |
| Женски | 56                        | 44                            | 0                                    | 0                    | 5                             |
| УКУПНО | 129                       | 77                            | 0                                    | 0                    | 25                            |
| Пол    | Производња и снабдевање   | Грађевинарство                | Трговина                             | Хотели и ресторани   | Саобраћај, складиштење и везе |
| Мушки  | 1                         | 7                             | 5                                    | 1                    | 2                             |
| Женски | 1                         | 0                             | 0                                    | 2                    | 0                             |
| УКУПНО | 2                         | 7                             | 5                                    | 3                    | 2                             |
| Пол    | Финансијско посредовање   | Некретнине                    | Државна управа и одбрана             | Образовање           | Здравствени и социјални рад   |
| Мушки  | 0                         | 0                             | 1                                    | 0                    | 0                             |
| Женски | 0                         | 0                             | 0                                    | 0                    | 2                             |
| УКУПНО | 0                         | 0                             | 1                                    | 0                    | 2                             |
| Пол    | Остале услужне активности | Приватна домаћинства          | Екстериторијалне организације и тела | Непознато            | Непознато                     |
| Мушки  | 1                         | 0                             | 0                                    | 2                    | 2                             |
| Женски | 2                         | 0                             | 0                                    | 0                    | 0                             |
| УКУПНО | 3                         | 0                             | 0                                    | 2                    | 2                             |

## Галерија
- село Шушеока - Локалитет Бела стена
- село Шушеока - Локалитет Бела стена
- село Шушеока - панорама
- село Шушеока - панорама
- село Шушеока - река Колубара
- село Шушеока - река Колубара
- село Шушеока - црква Свете Тројице